# Jeret Peterson
Jeret Peterson (Boise, 12 dicembre 1981 – Lambs Canyon, 25 luglio 2011) è stato uno sciatore freestyle statunitense, vicecampione olimpico nei salti a Vancouver 2010.

## Biografia
In Coppa del Mondo esordì il 6 gennaio 2001 a Deer Valley (19º), ottenne il primo podio il 12 gennaio 2003 a Mont-Tremblant (2º) e la prima vittoria il 16 gennaio 2005 a Lake Placid.
In carriera partecipò a tre edizioni dei Giochi olimpici invernali, Salt Lake City 2002 (9º nei salti), Torino 2006 (7º nei salti), Vancouver 2010 (2º nei salti), e quattro dei Campionati mondiali (6º a Deer Valley 2003 il miglior risultato).
Morì suicida con un colpo di arma da fuoco il 25 luglio 2011 all'età di 29 anni, dopo essere uscito dal carcere su cauzione. Peterson era stato arrestato pochi giorni prima per sospetta guida in stato di ebbrezza.

## Palmarès

### Olimpiadi
- 1 medaglia:
  - 1 argento (salti a Vancouver 2010).

### Coppa del Mondo
- Miglior piazzamento in classifica generale: 3º nel 2007.
- Vincitore della Coppa del Mondo di salti nel 2005.
- 15 podi:
  - 7 vittorie;
  - 4 secondi posti;
  - 4 terzi posti.

#### Coppa del Mondo - vittorie
| Data             | Luogo        | Paese       | Disciplina |
| ---------------- | ------------ | ----------- | ---------- |
| 16 gennaio 2005  | Lake Placid  | Stati Uniti | AE         |
| 21 gennaio 2005  | Fernie       | Canada      | AE         |
| 5 febbraio 2005  | Shenyang     | Cina        | AE         |
| 3 settembre 2005 | Mount Buller | Australia   | AE         |
| 11 gennaio 2007  | Deer Valley  | Stati Uniti | AE         |
| 12 gennaio 2007  | Deer Valley  | Stati Uniti | AE         |
| 18 gennaio 2009  | Lake Placid  | Stati Uniti | AE         |

Legenda:

AE = salti

### Campionati statunitensi
- 2 medaglie[2]:
  - 1 oro (salti nel 2006)
  - 1 argento (salti nel 2009)